# Vichit Suksompong
Vichit Suksompong (Thai: วิจิตร สุขสมปอง; * 19. Mai 1946) ist ein thailändischer Bogenschütze.
Suksompong war Teilnehmer der Olympischen Spiele 1976 in Montréal und beendete den Wettkampf als Vorletzter auf Rang 36.